# Sagui-imperador
O sagui-imperador ou sagui-de-bigode (nome científico:Saguinus imperator), é uma espécie de sagui do gênero Saguinus, nomeado em homenagem ao imperador Guilherme II da Alemanha. Ocorre no sudoeste da bacia Amazônica, leste do Peru, norte da Bolívia e nos estados do Acre e Amazonas, no Brasil.
A pelagem do sagui-imperador é predominantemente cinzenta, com manchas amarelas no peito. As mãos e pés são pretos e a cauda é castanha. Possui tufos de pelos brancos na face, que se assemelham a um bigode, e são longos os suficiente para se estender além dos ombros. Tem entre 23 e 26 cm, com uma cauda que mede entre 35 e 41,5 cm. Pesa cerca de 500 g.
Habita a floresta tropical. É diurno, e locomove-se predominantemente de forma quadrúpede, e com saltos, eventualmente.
Vive em grupos entre 4 e 20 indivíduos. A fêmea mais velha lidera o grupo e convive com vários machos adultos. A catação mútua possui um importante papel na socialização e formação do casal. O sagui-imperador forma grupos mistos com o sagui-de-cara-suja (Saguinus fuscicollis).
Existem duas subespécies do sagui-imperador:
- Saguinus imperator imperator
- Saguinus imperator subgrisescens